# NGC 6187
NGC 6187 este o galaxie situată în constelația Dragonul. A fost descoperită în 5 octombrie 1883 de către Charles Augustus Young⁠(d). Se află la o distanță de 80,16 de megaparseci de Pământ.